# Фебрильные судороги
Фебрильные судороги — это судорожные приступы, возникающие у детей в возрасте от 6 месяцев до 5 лет на фоне высокой температуры тела (обычно выше 38 °C) без признаков инфекции центральной нервной системы или других причин судорог. Они являются наиболее распространенным типом судорог у детей и чаще всего имеют доброкачественный характер.

## Классификация
Фебрильные судороги подразделяются на два типа:
- Простые фебрильные судороги — генерализованные, длятся менее 15 минут и не повторяются в течение 24 часов.
- Сложные фебрильные судороги — могут быть очаговыми, длиться более 15 минут или повторяться в течение суток.

## Причины
Основной причиной фебрильных судорог является резкое повышение температуры тела, вызванное:
- Вирусными и бактериальными инфекциями (грипп, ОРВИ, отит, кишечные инфекции и др.)
- Реакцией на вакцинацию (редко)
- Генетической предрасположенностью (наличие подобных судорог у родственников)

## Механизм развития
Фебрильные судороги развиваются из-за повышенной возбудимости незрелой нервной системы ребенка. Высокая температура может нарушать баланс нейромедиаторов и приводить к кратковременным сбоям в электрической активности мозга.

## Диагностика
Диагностика основывается на клинических данных. Врач оценивает:
- Характер судорог
- Температуру тела
- Отсутствие признаков поражения ЦНС
- Историю болезни ребенка

Дополнительные исследования (анализ крови, люмбальная пункция, ЭЭГ, МРТ) проводятся при подозрении на другие причины судорожного синдрома.

## Лечение
В большинстве случаев специальные противосудорожные препараты не требуются. Основные меры включают:
- Снижение температуры (парацетамол, ибупрофен)
- Обеспечение безопасности во время приступа (укладывание на бок, защита от травм)
- Медицинская помощь при длительных или повторяющихся судорогах

При длительных приступах (>5 минут) могут применяться диазепам или другие противосудорожные препараты.

## Прогноз и последствия
Фебрильные судороги, как правило, не приводят к неврологическим нарушениям или эпилепсии. Однако повышенный риск развития эпилепсии отмечается у детей с:
- Сложными фебрильными судорогами
- Семейным анамнезом эпилепсии
- Задержками в развитии

## Профилактика
Предупреждение фебрильных судорог включает:
- Контроль температуры при лихорадке
- Раннее применение жаропонижающих препаратов
- Избегание перегрева
- Консультацию врача при первых приступах

Фебрильные судороги — распространенное и обычно доброкачественное состояние, требующее наблюдения, но не вызывающее серьезных последствий в большинстве случаев.